# Bracon pauris
Bracon pauris är en stekelart som beskrevs av Ahmet Beyarslan 1996. Bracon pauris ingår i släktet Bracon och familjen bracksteklar. Inga underarter finns listade.